# Unione Sportiva Trapanese 1911
Questa pagina raccoglie i dati riguardanti il Trapani Calcio nelle competizioni ufficiali della stagione 1911.

## Stagione
Nel 1911 l'attività del foot-ball continuo' sempre alterntata da altre discipline sportive. L'ennesino derby con l'Erice da continuità alla pratica del calcio.

## Divise
Il colore sociale dell'Unione Sportiva Trapanese è il verde. 
| Manica sinistra · Maglietta · Maglietta · Manica destra · Pantaloncini · Calzettoni |

## Competizioni

### Amichevoli
| Arbitro: | Ettore Vacha |

|         |           |                   |
| Martini | Marcatori | Eugenio Mazzarese |